# Kauppijärvi (sjö, lat 67,62, long 24,12)
Iso Kaupinjärvi eller Kauppijärvi är en sjö i Finland. Den ligger i kommunen Kolari i landskapet Lappland, i den norra delen av landet, 800 km norr om huvudstaden Helsingfors. Iso Kaupinjärvi ligger 222 meter över havet. Arean är 21,1 hektar och strandlinjen är 2,3 kilometer lång. Sjön  ingår i Torne älvs huvudavrinningsområde. 